# Metropolia di Kassandra

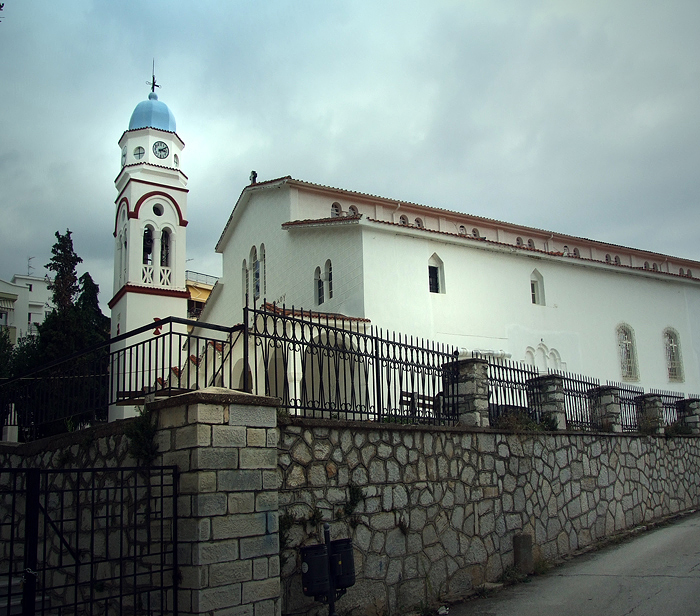
La cattedrale di San Nicola a Polygyros.

La metropolia di Kassandra (in greco  Ιερά Μητρόπολης Κασσανδρείας?, Ierá Mitrópolīs Kassandreias) è una diocesi del Patriarcato ecumenico di Costantinopoli, pastoralmente affidata alla Chiesa di Grecia, con sede a Polygyros.
Dal 13 gennaio 2001 è retta dal metropolita Nicodemo Korakis.

## Territorio
La metropolia comprende le penisole di Pallene e Sitonia, il comune di Nea Propontida, la parte meridionale di quello di Polygyros, e parte del comune di Thermaikos.
Sede vescovile è la città di Polygyros, dove si trova la cattedrale di San Nicola.
La metropolia si compone di 78 parrocchie e 7 monasteri, di cui tre maschili e quattro femminili.

## Storia
La diocesi ha origini antiche, documentata per la prima volta nel V secolo. Il suo vescovo Ermogene, il primo conosciuto, prese parte ai concili di Efeso nel 449 e di Calcedonia nel 451.
Nelle Notitiae episcopatuum del patriarcato di Costantinopoli è ininterrottamente documentata, come suffraganea di Tessalonica, dal X secolo fino agli inizi del XV secolo.
Nel XVIII secolo la diocesi è elevata al rango di arcidiocesi autocefala, mentre nel XIX secolo a quello di sede metropolitana.
Il 25 novembre 1870 la sede fu traslata a Polygyros.

## Cronotassi
- Ermogene † (prima del 449 - dopo il 451)
- Ignazio I ? † (prima dell'879 - dopo l'880)
- Leonzio I † (seconda metà dell'XI secolo)
- Adamo † (fine del XII secolo)
- Michele † (inizio del XIII secolo)
- Basilio † (menzionato nel 1259)
- Giorgio † (menzionato nel 1284)
- Gioannichio † (inizio del XV secolo)[4]
- Giacomo I † (inizio del XVI secolo)
- Callisto † (menzionato nel 1560)
- Cosma † (prima del 1565 - dopo il 1580)
- Eutimio † (? - 1604 deposto)
- Damasceno I † (dicembre 1607 - ?)
- Sisoés † (prima di maggio 1611 - dopo il 1633)
- Lorenzo I † (? - ottobre 1639 dimesso)
- Lorenzo II † (ottobre 1639 - ?)
- Damasceno II † (prima di luglio 1643 - 1651 deceduto)[5]
- Lorenzo II † (giugno 1651 - ?)
- Doroteo †
- Filoteo I †
- Melezio † (? - 15 aprile 1680 dimesso)
- Melchisedek † (5 giugno 1680 - ?)
- Ignazio II † (menzionato nel 1690 o nel 1706)
- Arsenio † (menzionato nel 1720)
- Sofronio † (menzionato nel 1725)
- Gioacchino † (prima di maggio 1727 - dopo dicembre 1734)
- Teocleto † (menzionato a maggio 1734)[6]
- Lorenzo III † (menzionato nel 1748)
- Leonzio II † (menzionato nel 1750)
- Filoteo II † (29 ottobre 1750 - agosto 1752 deceduto)
- Gregorio † (agosto 1752 - dicembre 1787 deceduto)
- Niceforo † (dicembre 1787 - 20 ottobre 1791 dimesso)
- Ignazio III † (novembre 1791 - maggio 1824 deceduto)
- Daniele † (maggio 1824 - 1832 deceduto)
- Giacomo II † (20 novembre 1832 - giugno 1846 eletto metropolita di Serres)[7]
- Geremia Katrikas † (6 giugno 1846 - febbraio 1851 dimesso)
- Ignazio IV † (8 febbraio 1851 - 24 dicembre 1860 eletto metropolita di Elassona)
- Neofito Drymadis † (24 dicembre 1860 - 14 marzo 1865 eletto metropolita di Derco)
- Crisante † (15 marzo 1865 - settembre 1867 deposto)
- Gregorio Mislianos † (10 settembre 1867 - 17 aprile 1873 eletto metropolita di Ganos e Chora)
- Costantino Zachariadis † (18 aprile 1873 - 14 aprile 1892 eletto metropolita di Selembria)
- Procopio † (14 aprile 1892 - ottobre 1900 deceduto)
- Leonzio Eleftheriadis † (15 febbraio 1901 - 8 agosto 1903 eletto metropolita di Eno)
- Giovanni Hadziapostolou † (8 agosto 1903 - 3 luglio 1907 dimesso)
- Ireneo Pantaleontos † (27 luglio 1907 - 16 agosto 1945 deceduto)
- Callinico Karalampakis † (5 dicembre 1945 - 11 marzo 1958 eletto metropolita di Veria, Naoussa e Campania)
- Sinesio Visvinis † (10 maggio 1960 - 9 novembre 2000 deceduto)
- Nicodemo Korakis, dal 13 gennaio 2001